# Операция «Сервал»
Операция «Сервал» (фр. Opération Serval) — операция французских вооружённых сил в Мали против восставших на севере страны туарегов и исламских террористических группировок. По заявлениям французских официальных лиц, интервенция предпринята по просьбе правительства страны с целью остановить продвижение исламских экстремистов в направлении столицы Бамако, обеспечить безопасность нескольких тысяч французских граждан в Мали, сохранить территориальную целостность страны и, в конечном счете, освободить от исламистов север страны. Сроки окончания операции не были установлены и, по заявлению французского руководства, она должна была продолжаться до тех пор, пока в этом будет необходимость. Операция объявлена законченной к 14 июля 2014 года, присутствие французских сил в регионе продолжилось в рамках операции «Бархан».

## Ход боевых действий
Операция началась 11 января 2013 года с нанесения удара с воздуха по колонне восставших около Севарэ. К 12 января сотни французских солдат были задействованы в операции в Мали. При поддержке французских сил малийская армия смогла остановить продвижение повстанцев в районе города Кона в центральной части Мали в узком «перешейке», отделяющем контролируемый исламистами северо-восток страны от находящегося под контролем правительственных войск юга. В ходе операции французские силы потеряли убитым одного пилота сбитого повстанцами вертолёта «Газель», который получил тяжелые ранения в результате огня из лёгкого стрелкового оружия. Ранения получили также ещё два французских лётчика. Также французские специальные подразделения были задействованы в окрестностях города Мопти. Одновременно французские вооружённые силы стали занимать позиции в окрестностях Бамако для защиты столицы.
Интенсивное и упорное сопротивление со стороны повстанцев оказалось неожиданностью для французов. По признанию французских официальных лиц, отряды исламистов хорошо организованны и вооружены самым современным оружием, которое они получили из Ливии.
Согласно заявлению представителя «Ансар ад-Дин», удары французской авиации привели к гибели и ранениям множества мирных жителей — стариков, женщин и детей. По данным международной правозащитной организации Human Rights Watch, жертвами боевых действий в городе Кона стали 10 мирных жителей.
По непроверенным данным, французская авиация 13 января бомбила позиции исламистов по обоим берегам Нигера. Согласно источникам в группировке «Ансар ад-Дин» главные направления ударов французских сил нацелены на три пункта: Кона, Дуэнца и Лере. Дуэнца, где концентрировались боевики, подверглась бомбардировке французской авиацией ночью 12 января. 13 января четыре истребителя «Рафаль» нанесли удар по позициям повстанцев в окрестностях города Гао, расположенном в северной части Мали, находящейся под контролем повстанцев с апреля 2012 года. Целью налета были тренировочные лагеря и склады исламистов. Также в результате авиаудара была полностью разрушена военная база малийской армии в окрестностях Лере, которую с весны 2012 года занимали повстанцы.
По состоянию на 13-14 января, по сообщению министра обороны Франции Жан-Ив Ле Дриана, в Мали высадились 550 французских солдат, поддержку с воздуха оказывают вертолёты «Газель» и истребители «Мираж» и «Рафаль» с баз в самом Мали, в Чаде и во Франции. Из состава французского военного контингента 400 размещены в столице Бамако для защиты граждан Франции, а 150 — в районе города Мопти в центре страны. В ближайшее время численность французского контингента в Мали предполагается увеличить до 2500 человек.
14 января повстанцы предприняли контрнаступление в сторону Бамако и захватили город Диабали, находящийся в 400 км от столицы Мали. Рядом с ним располагается одна из ключевых военных баз малийской армии. По свидетельству представителя вооружённых сил Мали, боевики пришли в Диабали с территории Мавритании уже после того, как подверглись налету французской авиации. По словам министра обороны Франции Жан-Ив Ле Дриана, французские подразделения «сумели остановить продвижение исламистов на восток» и «основные бои теперь ведутся на западе страны».
О возможной поддержке действий французской армии 14 января заявил представитель «Национального движения за освобождение Азавада» Муса аг Асарид. Однако он отметил, что туареги против вступления малийской армии на территорию новопровозглашённого государства «без заключения предварительного соглашения».
15 января колонна французских и малийских войск выдвинулась из Бамако в направлении Диабали (округ Нионо). По сообщению очевидцев, в составе колонны 30 единиц бронетехники ВС Франции.
16 января французские специальные подразделения вместе с частями малийской армии вступили в бой с повстанцами в районе города Диабали.
18-19 января частям малийской армии при поддержке французских ВВС удалось очистить от повстанцев города Дибали и Кона. При этом, по сообщению очевидцев, наземные вооружённые силы Франции не принимали непосредственного участия в боевых действиях по освобождению этих городов.
21 января мировые информационные агентства сообщили об освобождении французскими и малийскими войсками города Дуэнца, расположенного на дороге к Гао.
27 января франко-малийские войска заняли город Томбукту.
30 января французы, по сообщению агентства Reuters, взяли Кидаль.
8 февраля появились сообщения о взятии одного из последних оплотов исламистов — Аджелхока.
Вооружённый конфликт был осложнён фактами совершения военнослужащими малийской правительственной армии, состоящей в основном из чернокожих, массовых убийств и изнасилований гражданского населения из числа туарегов, что было подтверждено в том числе министром обороны союзной малийскому правительству Франции.

## Иностранное участие
Вопреки появлявшимся в прессе заявлениям, что в интервенции принимают участие немецкие войска, по заявлению начальника штаба вооружённых сил Франции адмирала Эдуара Гийо, это исключительно французская операция, в которой не принимают участие союзники по НАТО. 12 января в ходе телефонного разговора между британским премьер-министром Дэвидом Камероном и французским президентом Франсуа Олландом было достигнуто соглашение об оказании Британией помощи в логистическом сопровождении и транспортировке иностранных войск и военного снаряжения в Мали. Однако глава британского правительства исключил возможность прямого участия войск Соединённого Королевства в военной операции. Об отправке в течение 10 дней в Мали 2000 военного контингента заявили страны блока ЭКОВАС.
13 января Алжир предоставил своё воздушное пространство для пролёта французской авиации. До этого момента его правительство выступало против иностранной интервенции в Мали.
На следующий день, 14 января, США официально подтвердили подключение к операции, выразив готовность направить в Мали свои беспилотники, а также предоставлять разведданные. С предложением оказать логистическую поддержку французским войскам выступили также Бельгия, Дания и Канада. В частности Бельгия объявила об отправке в Мали двух транспортных самолётов C-130, двух медицинских вертолётов и 75 солдат.
16 января Германия согласилась отправить в помощь два С-160 ВВС Германии.
В этот же день голландское правительство начало рассматривать вопрос о предоставлении одного транспортного самолёта в распоряжение антитеррористической коалиции.
18 января Испания отправила в помощь коалиции один C-130.
Также помощь коалиции в виде предоставления транспортных самолётов выразили Швеция и Объединённые Арабские Эмираты. Итальянское правительство 28 января изменило решение и отказалось предоставлять помощь.
В переброске французских военных грузов в Мали участвовали транспортные самолёты Ан-124 российской авиакомпании «Волга-Днепр» и 224-го лётного отряда.
3 марта 2013 Латвия направила в Мали 2 военнослужащих, к 8 апреля 2013 численность контингента была увеличена до 4 военнослужащих

## Международная реакция
Операция французских войск в Мали получила поддержку как со стороны союзников Франции по НАТО, так и со стороны африканских стран. Министр иностранных дел Германии Гидо Вестервелле опроверг появившиеся в СМИ сообщения об участии в операции подразделений Бундесвера, однако он приветствовал тот факт, что малийская армия, при поддержке Франции, смогла остановить продвижение исламистов.
Председатель Африканского союза Бони Яйи заявил: «Я счастлив. От имени Африки я бы хотел выразить признательность Франции, её президенту и правительству, а также французскому народу за осознание всей серьёзности ситуации в Мали и Западной Африке».
Спецпредставитель президента РФ по сотрудничеству со странами Африки Михаил Маргелов обозначил позицию России по отношению к конфликту в Мали следующим образом: «Беспредел, творимый исламистами на севере страны (Мали), превращает регион в рассадник терроризма и организованной преступности, ставит под угрозу государственность Мали и стабильность в соседних государствах. Такое расползание опекаемого „Аль-Каидой“ преступного очага усугубляет отрицательные последствия ливийских событий, которые привели к активизации исламизма по дуге от Сахеля до Африканского Рога». Однако, по его мнению, любая военная операция в Африке должна проводиться под флагом ООН или Африканского союза.
15 января Совет безопасности ООН поддержал действия Франции в Мали. На следующий день о своей поддержке операции заявила Организация исламского сотрудничества (ОИС), хотя ещё днём ранее генеральный секретарь ОИС Экмеледдин Ихсаноглу назвал её «преждевременной».
С осуждением военной интервенции Франции выступил президент Египта Мухаммед Мурси. На экономическом форуме Лиги арабских государств в Эр-Рияде он сказал: «Мы никогда не одобрим военное вмешательство в Мали, потому что оно приведет к возобновлению конфликтов в этом африканском регионе. Необходимо, чтобы вмешательство было мирным, и были использованы лишь финансовые усилия, направленные на развитие».